# ちびねこトムの大冒険
ちびねこトムの大冒険（ちびねこトムのだいぼうけん）は飯野真澄による児童文学作品、および、それを原案とした日本のアニメ。

## ちびねこトムの大冒険 - 地球をつなげ仲間たち
『ちびねこトムの大冒険 - 地球をつなげ仲間たち』は1990年（平成2年）に岩崎書店から出版された児童文学で、原作は飯野真澄。イラストは今井弓子が担当した。
ストーリーは、洞窟で「世界の地図」を見つけた猫族の少年トムが、神の怒りを解くために冒険するというもの。友人たちと一緒に洞窟探険に出かけたトムは世界地図を拾うが、うっかり破ってしまう。その瞬間、トムと友人のエイミーを除き、他の猫たちは空中へ飛ばされてしまう。すると、地図の中から年老いた鳥が現れ、この地図は海と陸地の形を決める「世界の地図」であり、その地図が破れたために、地球があと72時間で滅ぶと告げる。こうしてトムとエイミーは世界中に散らばった友人と地図の破片を求めて、冒険の旅に出発する。
南部英子は「週刊読書人」の書評において、「動きも多く非常にテンポよくストーリーの展開する動物冒険物語」「必死で奮闘するスリルに満ちた非常に楽しい冒険ファンタジー」と評している。

## ちびねこトムの大冒険 地球を救え！なかまたち
『ちびねこトムの大冒険 地球を救え！なかまたち』は1992年（平成4年）に製作されたアニメ映画作品。地球の精に助けを求められたトムと仲間たちが、何でも飛行機にする「つばさの実」を使って地球を救うために冒険する物語となっている。登場人物は全部擬人化された動物であり、メインは猫のキャラクター。アーバンプロダクトの米川功真が企画し、制作はトライアングルスタッフ。諸事情により劇場公開が行なわれず、長らく地方での上映会や、CSにて放送されたのみにとどまっていた。製作から20年余り過ぎ、2014年12月20日から2015年1月18日にかけて下北沢トリウッドで上映された。
監督の中村隆太郎、作画監督の大橋学は後にともに『ポポロクロイス物語 (ゲーム)』のアニメシーンにも参加している。この点を踏まえて作家の和智正喜は、本映画には『ポポロクロイス物語』の「ガミガミシティ」を思わせるビジュアルが認められるなど、両者の類似点を述べている。
トムたちが宇宙空間を漂うシーンの原画は、沖浦啓之が担当している。沖浦は作画してから初号を見るまで3年ほどかかったこと、初めて自分の仕事が「悪くない」と思えたこと、1ヶ所だけ動きが一瞬巻き戻る撮影ミスがあることなどを述べている。

### スタッフ
- 監督 - 中村隆太郎
- キャラクターデザイン・作画監督 - 大橋学
- 美術監督 - 小倉宏昌
- 撮影監督 - 高橋明彦
- 編集 - 瀬山武司
- 音楽 - 川井憲次
- 音響監督 - 斯波重治
- 原案 - 飯野真澄
- エグゼクティブプロデューサー - 杉田龍夫

### 声の出演
- トム - 藤田淑子
- エイミー - 佐野量子
- マーク - 野沢雅子
- ボブ - 中尾隆聖
- アレックス - 高山みなみ
- ローラ - かないみか
- チキ - 坂本千夏
- レオニス - 大塚明夫
- クロエ - 鶴ひろみ
- マイケル - 山口勝平
- ルド - 飛田展男
- ランマル - 小林優子
- ドーン - 堀勝之祐